# Granulóma
A granulóma makrofágok (egyéb sejtekkel együtt való) felhalmozódása, amely krónikus gyulladásra adott válaszként alakul ki. Olyankor fordul elő, amikor az immunrendszer megkísérli elkülöníteni az idegen anyagokat, amelyeket másként nem képes eliminálni. Ilyen anyagok lehetnek például a fertőző mikroorganizmusok (bakrériumok, gombák), keratin, idegen testek, varratdarabok.

## Fordítás
Ez a szócikk részben vagy egészben  a   Granuloma című angol Wikipédia-szócikk fordításán alapul.  Az eredeti cikk szerkesztőit annak laptörténete sorolja fel. Ez a jelzés csupán a megfogalmazás eredetét és a szerzői jogokat jelzi, nem szolgál a cikkben szereplő információk forrásmegjelöléseként.